# John W. Young
John Watts Young, född 24 september 1930 i San Francisco i Kalifornien, död 5 januari 2018 i Houston i Texas, var en amerikansk astronaut. Han blev uttagen i astronautgrupp 2 17 september 1962, en grupp om 9 personer.

## Familjeliv
Tillsammans med sin första hustru Barbara White fick Young barnen John och Sandy. Han har två barnbarn. Han var vid sin död gift med Susy Feldman.

## Karriär
Young lämnade NASA 31 december 2004.

## Eftermäle
Asteroiden 5362 Johnyoung och Northrop Grumman:s rymdfarkost Cygnus NG-10 är uppkallade efter honom.

## Rymdfärder
Young hann genomföra 6 rymdfärder under sin tid på NASA. Han flög med Gemini, Apollo och slutligen rymdfärjan.

### Geminifärderna
Young var den första ur astronautgrupp 2 som fick genomföra en rymdflygning och det var med astronauten Virgil I. Grissom ombord på Gemini 3 vilket var den första bemannade Geminifärden. Nästa färd blev med Gemini 10 tillsammans med Michael Collins.

### Apollofärderna
Nästa rymdfärd blev med Apollo 10 som var generalrepetitionen inför den första bemannade månlandningen med Apollo 11. Young var här kommandomodulbefälhavare och var således ensam medan Thomas P. Stafford och Eugene A. Cernan testade månlandarens bemanningsmodul till en nivå av 16 km ovanför månens yta. Nästa färd var med Apollo 16 där han landade på månen tillsammans med Charles M. Duke medan Thomas K. Mattingly befann sig i kommandomodulen som under tiden cirkulerade kring månen. Under detta uppdrag blev John W. Young nionde människa att promenera på månens yta.

### Rymdfärjefärderna
Nästa färd gjorde Young ombord på Columbia/STS-1 tillsammans med Robert Crippen där han flög rymdfärjans jungfrufärd. Den sista rymdfärden Young gjorde var med Columbia/STS-9 som var den första internationella besättningen ombord på rymdfärjan och den första Spacelabflygningen. Young skulle ha genomfört sin sjunde rymdflygning under 1986 och då ha placerat ut rymdteleskopet Hubble i omloppsbana. Challengerkatastrofen den 28 januari 1986 sköt upp denna rymdfärd med några år. Medan utredningen om Challengerkatastrofen pågick kom Young med hård kritik mot hur NASA bedrev sitt arbete. NASA satte därefter Young på skrivbordstjänst och han fick aldrig mer flyga, vilket av många ses som en hämnd från högre chefer inom NASA mot kritiken. Young var den första astronauten som genomförde 6 rymdflygningar. Young kungjorde 7 december 2004 att han lämnar NASA 31 december 2004 för att pensionera sig.

## Rymdfärdsstatistik
| Färd      | Datum               | Tid       | EVA     | LEVA     |
| --------- | ------------------- | --------- | ------- | -------- |
| Gemini 3  | 23 mars 1965        | 4:52:31   | 0:00:00 | 0:00:00  |
| Gemini 10 | 18 - 21 juli 1966   | 70:46:39  | 0:00:00 | 0:00:00  |
| Apollo 10 | 18 - 26 maj 1969    | 192:03:23 | 0:00:00 | 0:00:00  |
| Apollo 16 | 16 - 27 april 1972  | 261:51:05 | 0:00:00 | 20:14:14 |
| STS-1     | 12 - 14 april 1981  | 54:20:53  | 0:00:00 | 0:00:00  |
| STS-9     | 28 nov - 8 dec 1983 | 247:47:24 | 0:00:00 | 0:00:00  |
| Totalt    | Totalt              | 831:41:55 | 0:00:00 | 20:14:14 |

### Fotnoter
1. ↑  ”Minor Planet Center 5362 Johnyoung” (på engelska). Minor Planet Center. https://www.minorplanetcenter.net/db_search/show_object?object_id=5362. Läst 25 augusti 2019.
2. ↑  Ellinor Brenning (6 januari 2018). ”Astronauten John Young har dött” (på svenska). Aftonbladet. https://www.aftonbladet.se/nyheter/a/ddmwMo/astronauten-john-young-har-dott. Läst 6 januari 2018.